# Олександро-Невський собор (Лодзь)
Олександро-Невський собор (пол. Sobór św. Aleksandra Newskiego) — православний собор у Лодзі, кафедральний храм Лодзинської та Познанської єпархії.

## Історія
Ініціатором будівництва собору в Лодзі був Петроківський губернатор Іван Каханов, який 24 травня 1877 року написав голові міста листа з проханням розпочати будівництво православного храму. Проєкт був схвалений лише після чергового замаху на життя Олександра II, скоєного 2 квітня 1879 А. К. Соловйовим.
Собор Святого Олександра Невського було збудовано у 1881—1884 роках місцевим архітектором Хілярієм Маєвським у неовізантійському стилі. У 1902 році храм був капітально відремонтований.
Статус кафедрального собору храм отримав у 1948 році. З 1951 року є собором Лодзинсько-Познанської єпархії Польської Православної Церкви.
20 січня 1971 року собор був занесений до Реєстру пам'яток під номером A/117.